# Karl von Eckartshausen
Karl von Eckartshausen ( Haimhausen, 28 de junho de 1752 - Munique, 12 de maio de 1803) foi um místico, autor e filósofo católico alemão.
Nascido em Haimhausen, Baviera, Eckartshausen estudou filosofia e direito civil bávaro em Munique e Ingolstadt. Ele foi o autor de "A Nuvem sobre o Santuário" (Die Wolke über dem Heiligtum ), uma obra de misticismo cristão que mais tarde foi retomada por ocultistas. Traduzido para o inglês por Isabelle de Steiger, o livro recebeu um alto prestígio na Ordem Hermética da Aurora Dourada, particularmente por Arthur Edward Waite. 
Sabe-se que atraiu o autor inglês e fundador da Thelema, Aleister Crowley, para a Ordem. . Eckartshausen, mais tarde, se juntou à Ordem dos Illuminati fundada por Adam Weishaupt, mas "retirou sua adesão logo após descobrir que esta ordem só reconhecia a iluminação através da razão humana". 
Von Eckartshausen estava familiarizado com Johann Georg Schröpfer, um dos pioneiros da fantasmagoria, e ele mesmo experimentou o uso de lanternas mágicas para criar "projeções fantasmas" na frente de uma plateia de quatro ou cinco pessoas. Morreu em Munique aos 50 anos.